# Poezja cyfrowa

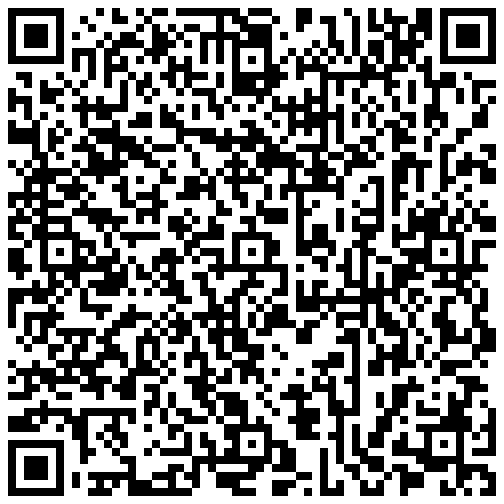
33.3 QR code poem Genco Gulana.

Poezja cyfrowa (poezja elektroniczna, ang. digital poetry) – odmiana poezji tworzona w środowisku cyfrowym przy wykorzystaniu narzędzi i technologii dostępnych w komputerach i internecie. Dzięki zastosowaniu różnych języków programowania, w tego rodzaju poezji obok tekstu pojawiają się również grafika, dźwięk i animacja.
Pierwsza próba zdefiniowania poezji cyfrowej pojawiła się w 2004 roku w publikacji p0es1s: The Aesthetics of Digital Poetry pod redakcją Friedricha Blocha, Christiane Heibach i Karin Wenz. Niedługo później, na gruncie polskim, została sformułowana koncepcja poezji cybernetycznej. Pojawił się Manifest poezji cybernetycznej ver 1.1, w 2005 roku w internecie, a w 2006 roku opublikowany w Ricie Baum i w Pro Arte. Poezja cyfrowa określona została jako projekt artystyczny posługujący się językiem opartym na komunikacji komputerowej i sieciowej. Poezje cyfrową sytuuje się na pograniczu literatury i net-artu. Źródeł współczesnej poezji elektronicznej należy szukać we wczesnych (rok 1983) eksperymentach Eduardo Kaca, który na pierwszych osobistych komputerach tworzył poezję fraktalną, później technologia cyfrowa pomagała mu w wystawaniu w galeriach wierszy holograficznych. Z inicjatywy Urszuli Pawlickiej i Mariusza Pisarskiego powstał projekt stworzenia ogólnodostępnego Słownika gatunków literatury cyfrowej, został jednak porzucony, a kontynuację badań samej już Pawlickiej stanowi wydana w 2012 r. książka (Polska) poezja cybernetyczna. Konteksty i charakterystyka. Niestety nie został dotąd wypracowany jeden spójny język opisu zjawiska, czego wynikiem są różnice w zakresie terminologii stosowanej przez poszczególnych badaczy.
Polskimi przedstawicielami nurtu są m.in. Łukasz Podgórni i Urszula Pawlicka. W 2012 roku wydawnictwo Fundacji Korporacji „Ha!art” opublikowało ich cyfrową adaptację tomiku poetyckiego Zielone Oko Tytusa Czyżewskiego – pt. Cyfrowe zielone oko. Adaptacja poezji formistycznej Tytusa Czyżewskiego. Inni twórcy poezji cyfrowej to m.in. Roman Bromboszcz (animacje konceptualne i cybernetyczne teksty-protezy, np. Wariacje na kwadrat magiczny), Leszek Onak (poezja algorytmu i remiksu, np. Gdzie jest Jest), Piotr Puldzian Płucienniczak (poezja glitchowa, np. marsz na ROM) i inni artyści zgromadzeni wokół grupy literackiej Rozdzielczość Chleba oraz grupy Perfokarta.